# 硫黄腹啸鹟
硫黄腹啸鹟（学名：Pachycephala sulfuriventer），是啸鹟科啸鹟属的一种，为印度尼西亚的特有种。该物种的保护状况被评为无危。
硫黄腹啸鹟的平均体重约为21.4克。栖息地包括亚热带或热带的湿润低地林和亚热带或热带的湿润山地林。